# 范熊
范熊（はんゆう、生年不詳 - 284年頃）は、チャンパ王国（林邑国）第1王朝の国王（在位：268年以前 - 284年頃）。

## 生涯
林邑建国者の区連の外甥（『晋書』と『水経注』が引く『林邑記』では外孫とする）にあたる。区連の死後王が数代続いたが、区連の血統が絶えたため范熊が即位したとされる。
269年2月16日に晋へ朝貢し、金盤椀と金鉦などを献じた。同年に扶南王の范尋と共に呉を攻撃するが、末帝孫晧が遣わした監軍虞汜・威南将軍薛珝・蒼梧太守陶璜・監軍李勗・督軍徐存らに返り討ちにあった。271年に陶璜率いる呉軍が交州を占領して晋の守将楊稷を降伏させると、軍が林邑の方に向かってきたため、呉への服属を願い出た。呉滅亡後の283年には晋に遣使して紫水精唾壺一口と青白水精唾壺二口を献じている。

## 参考資料
- George Cœdès (May 1, 1968). The Indianized States of South-East Asia. University of Hawaii Press. ISBN 978-0824803681
- 『晋書』巻三 帝紀第三 武帝
- 『晋書』巻九十七 列伝第六十七 林邑
- 『梁書』巻五十四 列伝第四十八 林邑国
- 『水経注』巻三十六 鬱水
- 『冊府元亀』巻九百六十八 朝貢第一
- 『三才図会』儀制四巻 儀仗